# 私立彩陵高校超能力部
『私立彩陵高校超能力部』（しりつさいりょうこうこう・ちょうのうりょくぶ）は、石田あきらの漫画作品。
掲載誌「コミックシード!」（ぺんぎん書房）が休刊の憂き目にあい打ち切り。単行本は4巻まで発行されていた。後に月刊ComicREXにて連載を再開し、新装版としてB5サイズになった単行本が4巻とREXに掲載された話を新たに刊行し全7巻が発売されている。
アニプレックスよりドラマCDが発売された（これに先駆け、公式サイト上でweb配信されたり、コミックマーケットにて第1話収録分のCDが無償配布された）。
2007年に5巻で特製ブックレット全員サービスを行ったが、連載が終了した2009年7月現在も作成中である。

## 作品解説
本作は超能力の存在が認められた世界で、超能力者によって結成された「超能力部」を舞台にして描かれる学園漫画である。基本的には部活内の騒動がコメディタッチで描かれるが、いわゆる「バトルマンガ」のようになることもある。ぺんぎん書房版、一迅社版とも単行本は「ダブルカバー」となっており、外側のカバーをめくると表紙のキャラクターの服装が別のものになった（または裸になった）イラストが描かれている。

## 登場人物
作者が異世界感をだしたかったため、登場人物名はカタカナとなっている。これは、「名前を覚えにくい」「キャラと名前が繋がらない」と不評だったと7巻あとがきにて語られている。

### 超能力部部員
ヨイチ　ミコト（与一命）2年
声 - 豊口めぐみ
明るく活発な超能力部部長の2年生。身長156cm。持ち前の行動力で皆を引っ張るが、超能力を乱発するせいでもめ事が起こることもしばしば。癖は、人を指差すこと。オミナエシに惚れており、彼の前では別人のように素直で大人しくなる。後のバレンタインにオミナエシに告白し、付き合い始める。7巻書き下ろしのエピローグの時点では彼と海外留学している。
超能力「念動力（サイコキネシス）」範囲内の物体を手を触れないで自在に動かすことができるという能力。動かせる物体の数は10個までで、1つにつき5kgまで動かす事ができる。
「瞬間移動（テレポート）」自分一人しか出来ない上に、不得意なので一度の使用で昏倒するほど消耗も激しいため連続して出来ない。
カシムラ　マサト（樫村正人）2年
声 - 朴璐美
超能力部副部長の2年生。身長178cm。常にやる気のなさそうな顔をしているが、やるときはやる男。意外とモテる。癖は、頭をかくこと。小さい頃から自身の超能力で何度も死にかけたため、体はかなり頑丈。妹と事故に遭い、二人とも大ケガをした経験があり、本人は自分の超能力が原因と考えている。それを気にして、現在は家族から離れて一人暮らしをしている。パンの耳を冷凍していたり、電気代節約のため真夏でもクーラーをつけなかったりと、かなり貧乏している様子。
超能力「偶然」通常起こりえない事が偶然に引き起こされるという能力。数ある超能力の中でも、かなりイレギュラーな能力であり、そのためなのかオミナエシの「統合」のコピーを免れている。自分の意思で使えず、なにが起こるかも予測できない（そもそも発動したかも分からない）上、起こる事が良い事ばかりでは無いと言うデメリットの多い能力であるが、本人はあまり気にしていない様子。
フジミヤ　サキ（藤宮咲）1年
声 - 田中理恵
超能力部の1年生。身長158cm。メンバー内ではわりと普通の性格。だが時々とんでもなく突飛な行動をする。料理が恐ろしく下手であり、彼女の料理にはモザイクがかかり、不気味に蠢く（家族内では好評）。サバイバルゲームという意外な趣味を持ち、射撃の腕は確か。メンバーが足りなくなった超能力部の勧誘をうけて入部した。
超能力「集団転送（マス・テレポート）」認知した対象者を瞬間的に他の場所へ移動させることができる。対象者の生命力を消費して使用するために生命力を持たない無生物は移動できず、したがって対象者が裸になるという現象が起きてしまい、本人はかなりコンプレックスをもっており、超能力を嫌っていた。ササキ　シロウの能力とユニゾンすることでテレポート時に全裸になることは避けられるようになったが、シロウの能力が手のふれた対象限定のため、根本的な問題は解決されていない。
スガワ　フミヲ（須川文緒）1年
声 - 井上麻里奈
超能力部の1年生。身長144cm。華奢な体格。物静かで感情をあまり外に出さない。ポーカーフェイスだがけっこうシャイ。癖は、右手で左袖を握ること。空手が得意で、すごく強い。マサトとは中学校が同じであり、彼に恋愛感情を抱いている。当初は彼及び彼と仲良くしている女性に複雑な視線を向ける程度だったが、想いを自覚してからは彼におんぶをせがむなどアプローチを始めている。 
超能力「鋭敏感覚（シャープ・センス）」五感のすべての能力が高まり、それに対応して身体能力も向上するという能力。過去にこの能力が判明したことによって1度空手を辞めてしまったが、現在は再び始めている。
ササキ　シロウ（佐々木四郎）1年
声 - くまいもとこ
超能力部の1年生。身長158cm。やさしく生真面目な性格。メンバーのなだめ役で、地味。サキと同じクラスで、彼女に想いを寄せている。終盤でミコトから部長に任命される。
超能力「生命転送（チャージ・ライフ）」自らの生命力を、手のふれた対象に送り込むことができるという能力。ちなみに無生物に行うと熱が発生し、それを利用して熱燗を作った事がある。ちなみに新装版1巻の表紙カバーを外すと彼らがお酒を飲んでも許されるフラグが書かれている。
ホリィ（帆莉威）
超能力部員（？）の猫。メス。名前を付けたのはフミヲで、彼女に最もよく懐いている。
超能力は「念動力」。高校が長期休暇時には部員達の家で交代制で飼われているが殆どの家で悲惨な目に遭う。
ミカサギアズサ（御笠木梓）
超能力「念動力（ねんどうりょく）」
最終話に登場。当初、超能力の話をすると一歩引いた態度を取られるため、かつてのサキの様に超能力を嫌っていたが部長となったシロウの言葉に感銘を受け入部。7巻書き下ろしのエピローグでは部長となっている。

### 生徒会
オミナエシ　トオル（女郎花透）2年
声 - 斎賀みつき
彩陵高校の生徒会長。おっとりした性格で常に穏やかな微笑を浮かべているが、時に冷徹な表情をのぞかせることもある。ミコトから熱烈に想いを寄せられており、しばしば彼女を炊きつけて厄介事を解決させている。バレンタイン以降ミコトと付き合っており、エピローグではミコトと共に海外留学しているため未登場。
超能力は「念動力」。本人曰く「非常に弱い力で、髪の毛一本動かすのがせいぜい」とのことだが、実際の超能力は他人の超能力の情報を読み取りそれらの能力を全て使用できる「統合（インテグレイト）」。この能力で複数の超能力を読み取り、それらを合成・強化や、他の2系統を使用することも出来る。全世界の超能力を統合するためにマサトの超能力である「偶然」に興味・注目しており、本人曰く範疇に無いのか彼の力不足なのかは不明だが「偶然」は読み取れていない。
カスガイ　キリ（春日井季理）2年
声 - 高橋美佳子
彩陵高校の生徒会副会長。身長160cm。眼鏡をかけており、クラスでのあだ名は「委員長」。生真面目な堅物であり、中学校からの同級生であるミコトとは性格が正反対であるため事あるごとに対立するが、大分軟化した。癖は胸の下で腕を組むこと。マサトに想いを寄せており、何度も告白しようと試みるものの、彼の超能力のせいかその度に邪魔が入り、失敗続きである。
超能力は「念動力」。自分及び自分が触れている物体を宙に浮かべることができる。動かせる物体の重さは100kg（自分の体重は含まず）まで、持続時間は5分。

### 街の超能力者
街で能力を使って暴れていた三人組。超能力部員達に倒されて改心する。
オオト アツシ
巨漢の元空手家。選手時代にも能力を悪用していた。フミオに気がある。
超能力は拳や肘から先の動作を飛ばす「遠隔接触（リモートフィール）」。
ミブ アキタカ
小柄な元ボクサー。超能力者であることを隠していたが、ばれてしまいやめざるを得なくなった。フミオが気になるらしい。
超能力は「瞬間移動（テレポーテーション）」。視界の範囲にしか移動できない代わりに、疲労も無く連続して使用できる。
ナツキ シノブ
細目で中性的に見える人物。後に女性である事が判明する（アツシすら男だと思っていた）。名門の私立女子高に通っている。
超能力は視野内の現在と2秒後の未来を同時に視ることができる「未来視」。静止物の現在と未来の区別ができない弱点がある。

### ササキ家
ササキ　チキ（佐々木千希）
超能力部のOGで前部長。シロウの姉でマツリの双子の姉。ミコトを更にエスカレートさせたような性格であり、超能力部員は誰も彼女に逆らえない。絶望に打ちひしがれていたマサトと一時期交際していたことがある。
超能力は「念動力」。重い物体を動かす力は無いが、空気をコントロールして壁を作り出したり、真空を生み出したりできる。ちなみにこの時の能力名を「大気固定（フィクスドエアー）」と呼んでいる。マツリと精神直列する事によって能力を増幅することもできる。
ササキ　マツリ（佐々木万津理）
超能力部のOGで前副部長。シロウの姉でマツリの双子の妹。チキとは対照的にクールな性格。
超能力は「読み取り（リーディング）」。周囲の人間の思考を読み取ることができる。特に双子の姉であるチキに対しては能力が強く現れ、2人の精神を完全に同調させる「精神直列（シリーズマインド）」という能力も使える。
ササキ　モモカ（佐々木百香）
ササキ家の長女。巨乳で天然で常にマイペース。ただし乗り物を運転すると人格が一変する。彼女のおかげでミコトは期末テストで学年3位になったが、彼女が何をしたのかは不明。
超能力の具体的な内容は不明だが、フミヲ、チキ、マツリと一緒にいるときカンジから「全員超能力者」と言われているため、超能力者ではあるらしいが能力不明のまま連載終了となった。

### 予見者一行
リーダーとなりうる超能力者を探す為に彩陵高校学園祭に乱入してきた一行。危険かつ強力な超能力者達で施設に入れられていたがサコンの能力により脱走。超能力部員達との対決後、心境に変化があらわれた。
タチバナ シオリ（橘栞）
車椅子の少女。常に不機嫌な口調で話す。ツンデレ。
超能力は左目の見たものが未来になる（未来を“予測”するのではなく未来を“決定”する能力）「予見」。そのため普段は眼帯をしている。その能力で小学生時代にイジメに逢い、交通事故で足も負傷した。
マキハラ　カンジ
背の小さい男。戦意喪失後にモモカに消火器で殴られる不幸な男。
超能力は「能力者探知」と相手の身体感覚を奪って自由に操る「身体奪取（ボディジャック）」。相手の目を見ないと発動できず、奪取した相手の超能力も使えない。また同時に二人以上の身体を奪うことも出来ない。
カナヤマ　セイジュロウ
オカマ言葉の大男。カンジと共にチキ・マツリ・フミヲと戦うが負ける。
超能力は「発火（パイロキネイシス）」。真空では能力が発揮できない。
シラキ　ジュン
ナルシスト。超能力部員達との戦闘で一人だけ裸で放置された。
超能力は物理法則を無視して範囲内の物質を変形させる念動力「空間掌握（スフィアマスター）」。仲間からはその能力の名づけ方で中二病扱いされている。
アオイ　サコン
メガネをかけた男で仲間のまとめ役。人物眼に自信がある。オミナエシと戦い、彼がシオリの言う「リーダーになりうる人物」だと見抜き勧誘したが、拒否される。
超能力は任意の物体を知覚できなくする「認識障害（ヒンダーリアライズ）」。危険かつ強力な超能力を持つこの一行が特に危険視されなかったのはこの能力によるもの。
ヤソベ　セイ
彩陵高校にやってきた転校生。先行して一ヶ月間潜入調査を行っていたが超能力部員達との交流で一行の考え方に疑問を持ったためジュンに倒される。文化祭の後、すぐに転校した。
超能力は「念動力（サイコキネシス）」。ミコトよりも正確な動作が可能。

### その他
シャクジイ　キョウコ
彩陵高校の養護教諭。くわえタバコでやる気が無いが生徒をからかう。「ブラック・ジャック」で医者を志した性分である。

## 超能力と世界
この世界の超能力とは能力者が無意識的に持っている特別な能力の事であり、それらは大きくまとめて以下の3つの系統に分けられている。
1. 物質に外的要素をプラスする能力
  - 能力者があるほかの認知対象物に対して、何らかの変化を与える能力。代表的な能力としては念動力やテレポートなどがある。
2. 物質に内的変化を与える能力
  - 能力者が対象物に対して、状態変化を与える能力。この能力は能力者本人がその能力の対象となる場合も多い。代表的な能力としては透視能力や身体能力の変化などがある。
3. リーディング（読み取り）能力
  - 対象者の思考や、何らかの特殊な情報を読み取る能力。 代表的な能力としてはテレパシーや予知能力などがある。

これら3つの系統の能力のうちどれかひとつの能力が使用できる場合、同じ系統の能力なら他にも使用できる可能性が高い、とされている。また、能力は訓練することによってその能力を上達させることも可能である。殆どの能力は上の3つの系統の中に含まれるが、マサトの「偶然」のような例外的な能力も存在する。 このように超能力について具体的な枠組みがされているために、確認されている中ではスポーツなどの競技の公式な試合には超能力者の出場が禁止されてしまう、多くの職に就けない、政治家にもなれないといった超能力者と能力を持たない者との間での社会的な問題も発生している。